# چهارراه عالی طیب
چهارراه عالی طیب، روستایی در دهستان عالی طیب بخش مرکزی شهرستان لنده در استان کهگیلویه و بویراحمد ایران است. این روستا، مرکز دهستان عالی طیب است.

## جمعیت
بر پایه سرشماری عمومی نفوس و مسکن در سال ۱۳۹۵، جمعیت این روستا برابر با ۲۹۲ نفر (۹۱ خانوار) بوده‌است.